# Sebastiano Mannironi
Sebastiano Mannironi (Nuoro, 22 luglio 1930 – Bracciano, 12 giugno 2015) è stato un sollevatore italiano, medaglia di bronzo ai Giochi olimpici di Roma 1960.

## Biografia
È nato il 22 luglio 1930 a Nuoro. Rappresentò l'Italia a tre edizioni consecutive dei Giochi olimpici estivi, Melbourne 1956, Roma 1960, dove vinse il bronzo, e Tokyo 1964 (quest'ultima valeva anche come campionato mondiale), in cui concluse al quinto posto in classifica. 
Fu primatista del mondo nello strappo nel 1958 con 111 kg, oro agli Europei di Vienna nel 1961, argento a quelli di Helsinki 1956, Stoccolma 1958, Varsavia 1959, Milano 1960 e Stoccolma 1963, bronzo agli Europei a Stoccolma 1953, Vienna 1954, Monaco di Baviera 1955 e a Berlino nel 1966.
Fu inoltre argento ai campionati mondiali di Teheran 1957 e Vienna 1961, bronzo nelle edizioni di Stoccolma 1958 e Varsavia 1959.
Vinse 15 volte il titolo di campione italiano assoluto e due medaglie d'oro ai Giochi del Mediterraneo a Barcellona 1955 e Tunisi 1967.
È morto il 12 giugno 2015 a Bracciano, in provincia di Roma ad 84 anni.

## Palmarès
| Anno | Manifestazione          | Sede              | Evento     | Risultato | Prestazione | Note  |
| ---- | ----------------------- | ----------------- | ---------- | --------- | ----------- | ----- |
| 1953 | Campionati europei      | Stoccolma         | Pesi gallo | Bronzo    | 277,5 kg    |       |
| 1954 | Campionati europei      | Vienna            | Pesi piuma | Bronzo    | 320 kg      |       |
| 1955 | Giochi del Mediterraneo | Barcellona        | Pesi piuma | Oro       | 330 kg      | [ 2 ] |
| 1955 | Campionati europei      | Monaco di Baviera | Pesi piuma | Bronzo    | 325 kg      |       |
| 1956 | Campionati europei      | Helsinki          | Pesi piuma | Argento   | 325 kg      |       |
| 1956 | Giochi olimpici         | Melbourne         | Pesi piuma | dnf       | dnf         |       |
| 1957 | Campionati mondiali     | Teheran           | Pesi piuma | Argento   | 352,5 kg    |       |
| 1958 | Campionati mondiali     | Stoccolma         | Pesi piuma | Bronzo    | 342,5 kg    |       |
| 1958 | Campionati europei      | Stoccolma         | Pesi piuma | Argento   | 342,5 kg    |       |
| 1959 | Campionati mondiali     | Varsavia          | Pesi piuma | Bronzo    | 350 kg      |       |
| 1959 | Campionati europei      | Varsavia          | Pesi piuma | Argento   | 350 kg      |       |
| 1960 | Campionati europei      | Milano            | Pesi piuma | Argento   | 352,5 kg    |       |
| 1960 | Giochi olimpici         | Roma              | Pesi piuma | Bronzo    | 345 kg      | [ 3 ] |
| 1961 | Campionati mondiali     | Vienna            | Pesi piuma | Argento   | 357,5 kg    |       |
| 1961 | Campionati europei      | Vienna            | Pesi piuma | Oro       | 357,5 kg    |       |
| 1963 | Campionati europei      | Stoccolma         | Pesi piuma | Argento   | 347,5 kg    |       |
| 1964 | Giochi olimpici         | Tokyo             | Pesi piuma | 5º        | 370 kg      |       |
| 1966 | Campionati europei      | Berlino Est       | Pesi piuma | Bronzo    | 355 kg      |       |
| 1967 | Giochi del Mediterraneo | Tunisi            | Pesi piuma | Oro       | 345 kg      | [ 4 ] |